# 詫摩佳代
詫摩佳代（たくま かよ、1981年- ）は、国際政治学者、慶應義塾大学法学部教授。専門は国際政治学、国際機構論。

## 人物・来歴
広島県呉市生まれ、京都府京都市出身。旧姓・安田。2005年東京大学法学部第3類（政治コース）卒業。2010年同大学院総合文化研究科国際社会科学専攻博士課程単位取得退学。2011年、「国際連盟保健機関から世界保健機関、ユニセフへ：新しい安全保障としての『ポジティブ・ヘルス』の形成」で博士（学術）。東京大学東洋文化研究所助教、関西外国語大学専任講師などを経て、2018年首都大学東京法学部准教授。2020年東京都立大学法学部教授。2020年『人類と病』でサントリー学芸賞受賞。2024年慶應義塾大学法学部教授。2025年国立健康危機管理研究機構理事。

## 著書
- 『国際政治のなかの国際保健事業 国際連盟保健機関から世界保健機関、ユニセフへ』（安田佳代、ミネルヴァ書房、2014年）
- 『人類と病　国際政治から見る感染症と健康格差』（中公新書、2020年）

## 論文
- ＜安田佳代
- <詫摩佳代